# Apanteles isidrochaconi
Apanteles isidrochaconi (лат.) — вид мелких наездников рода Apanteles из подсемейства Microgastrinae семейства бракониды (Braconidae). Обнаружены в Центральной Америке: Коста-Рика (Alajuela).

## Описание
Мелкого размера перепончатокрылые насекомые: длина тела более 4 мм, длина переднего крыла более 4 мм. Основная окраска тёмно-коричневая с жёлтыми отметинами на брюшке и ногах. Коготки лапок с одной базальной шиповидной сетой. Соотношение длины и ширины птеростигмы: 2,1-2,5. Паразитируют предположительно на бабочках.
Вид был впервые описан в 2014 году канадским энтомологом Хосе Фернандес-Триана (Jose L. Fernández-Triana; Department of Integrative Biology and the Biodiversity Institute of Ontario, University of Guelph, Гелф, Онтарио, Канада) и назван в честь Исидро Чакона, за его вклад в работу и курирование Lepidoptera в институте INBio (Isidro Chacón; ACG Programa de Parataxónomos, Instituto Nacional de Biodiversidad, Коста-Рика)
.